# Semlac
Semlac (en hongrois : Szemlak) est une commune du județ d'Arad, Roumanie qui compte 3 667 habitants.
La commune est composée du village du même nom, Semlac.

## Culture
D'après le recensement de 2011, la commune compte 3 667 habitants, en forte baisse par rapport au recensement de 2002 où elle en comptait 3 787.